# Crispim do Amaral

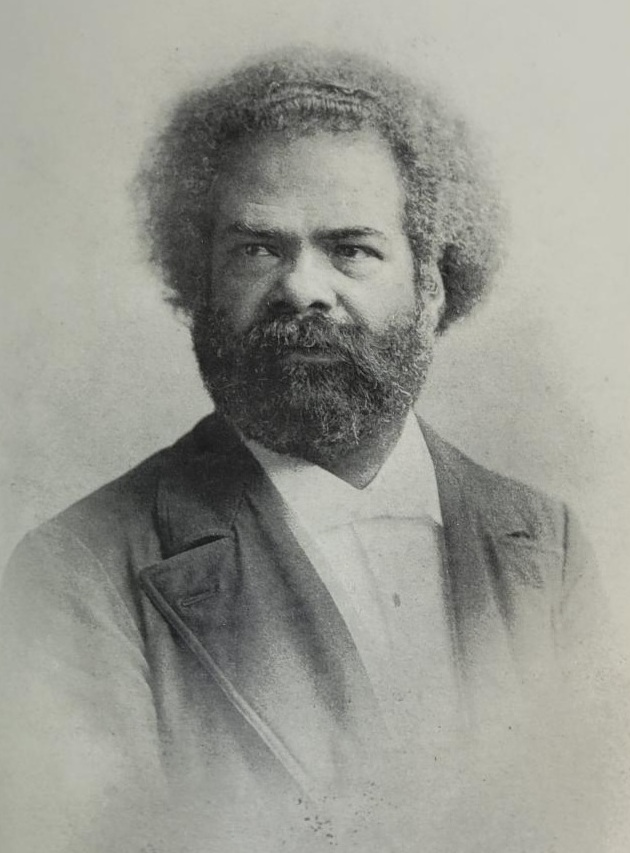
Crispim do Amaral

Crispim do Amaral (Olinda, 1858  —  Rio de Janeiro, 17 de dezembro de 1911) foi um ator, decorador, jornalista, pintor, desenhista e caricaturista brasileiro.
Edita no Pará o jornal O Estafeta em 1879, totalmente ilustrado por ele. Viaja para Paris em 1888, e de volta ao Brasil, segue para o Rio de Janeiro, onde funda as revistas O Malho, A Avenida, O Pau e O Século.